# أملج أحادي الورقة
أملج أحادي الورقة (الاسم العلمي:Phyllanthus unifoliatus) هو نوع من النباتات يتبع جنس الأملج من الفصيلة الأملجية.